# Сергей Котов (корабль)
«Сергей Котов» — третий серийный (четвёртый по счету этой серии) патрульный корабль (корвет) проекта 22160. Судно названо в честь Героя Советского Союза контр-адмирала Сергея Котова.
Корабли такого проекта предназначены для несения патрульной службы, пресечения контрабандной и пиратской деятельности, поиска и оказания помощи пострадавшим при морских катастрофах. В военное время также для охраны кораблей и судов на переходе морем, а также военно-морских баз и водных районов.
Потоплен 5 марта 2024 года в ходе российско-украинской войны.

## История строительства
Патрульный корабль «Сергей Котов» (заводской номер 164) разработан «Северным проектно-конструкторским бюро» (Санкт-Петербург) и формально был заложен на Зеленодольском ССЗ 8 мая 2016 года, но фактически строился на Керченском судостроительном заводе, где 29 января 2021 года был спущен на воду.
Водоизмещение корабля — 1300 тонн. Может развивать скорость до 30 узлов. Дальность плавания — 6000 морских миль, автономность — 60 суток. Экипаж — 80 человек. На борту предполагается базирование вертолёта Ка-27ПС.
Корабль вооружён 76,2-мм артиллерийской установкой АК-176МА, зенитно-ракетными комплексами «Штиль-1» и «Гибка», пулемётами.
29 октября 2021 года корабль вышел в Чёрное море для проведения заводских ходовых испытаний.

## Служба

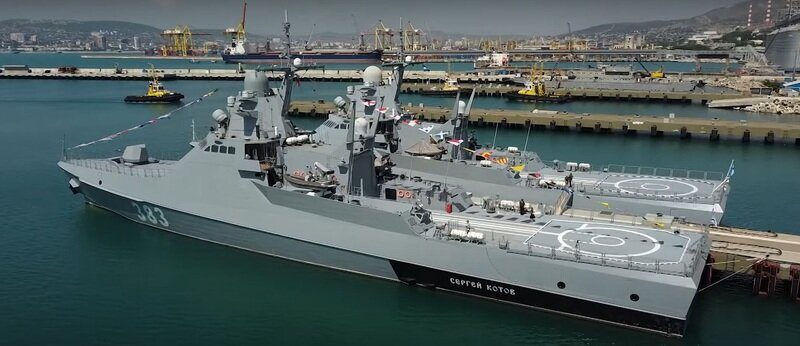
«Сергей Котов» в 2022 году

Корабль планировали передать ВМФ РФ в конце 2021 года, но в конечном итоге он вступил в строй только 16 мая 2022 года, а 30 июля 2022 года состоялись подъём флага и принятие в боевой состав Черноморского флота ВМФ России.
25 июля 2023 года по заявлению Минобороны России со стороны ВСУ двумя безэкипажными катерами была совершена атака на корабль «Сергей Котов», которые при отражении атаки были уничтожены.
1 августа 2023 года Минобороны России сообщило об атаке трёх морских безэкипажных катеров на сторожевые корабли «Сергей Котов» и «Василий Быков». Заявлялось, что атака произошла в 340 км юго-западнее Севастополя, и что все беспилотники были уничтожены.
14 сентября 2023 года ВСУ атаковали корабль «Сергей Котов» пятью морскими безэкипажными катерами в ходе чего корабль получил значительные повреждения.

### Гибель
5 марта 2024 года Военная разведка Украины заявила, что спецподразделение Group 13 поразило корабль морскими дронами Magura V5 вблизи Керченского пролива.
В результате атаки корабль получил критические повреждения: дроны атаковали корабль сначала с левого, а затем с правого борта. Кроме того, один из беспилотников попал в пробоину, образовавшуюся в корпусе из-за взрыва предыдущего дрона и его боезаряд, вероятно, сдетонировал уже внутри корабля.
По данным ГУР и российских источников, в результате атаки погибли семь моряков и шесть получили ранения. По данным Института изучения войны, была предпринята попытка отбуксировать судно в порт, однако из-за значительных повреждений это не удалось и судно затонуло в пяти километрах от побережья мыса Такиль.
Радио Свобода и GeoConfirmed отмечают что атака на корабль началась в 00:50 в международно признанных территориальных водах Украины, в 8 километрах от берега и в 23 километрах южнее Крымского моста. Позднее было опубликовано видео, на котором был заснят момент удара по патрульному катеру с палубы одного из грузовых судов.